# Alonso Edward
Alonso Edward Henry (Panama, 8 dicembre 1989) è un velocista panamense, medaglia d'argento sui 200 metri piani ai Mondiali di Berlino 2009.

## Palmarès
| Anno | Manifestazione          | Sede           | Evento      | Risultato  | Prestazione | Note                                     |
| ---- | ----------------------- | -------------- | ----------- | ---------- | ----------- | ---------------------------------------- |
| 2007 | Campionati sudamericani | San Paolo      | 4×100 m     | 5º         | 40"13       |                                          |
| 2007 | Campionati sudamericani | San Paolo      | 4×400 m     | Bronzo     | 3'09"67     |                                          |
| 2008 | Mondiali juniores       | Bydgoszcz      | 100 m piani | Batteria   | 10"91       | Miglior prestazione personale stagionale |
| 2009 | Campionati sudamericani | Lima           | 100 m piani | Oro        | 10"29       |                                          |
| 2009 | Campionati sudamericani | Lima           | 200 m piani | Oro        | 20"45       |                                          |
| 2009 | Mondiali                | Berlino        | 200 m piani | Argento    | 19"81       | Record sudamericano                      |
| 2011 | Campionati sudamericani | Buenos Aires   | 100 m piani | Finale     | dq          |                                          |
| 2011 | Mondiali                | Taegu          | 200 m piani | Finale     | dnf         |                                          |
| 2012 | Giochi olimpici         | Londra         | 200 m piani | Batteria   | dq          |                                          |
| 2013 | Mondiali                | Mosca          | 200 m piani | Semifinale | 20"67       |                                          |
| 2014 | Giochi sudamericani     | Santiago       | 100 m piani | Oro        | 10"23       | Record dei Giochi                        |
| 2015 | Giochi panamericani     | Toronto        | 200 m piani | Bronzo     | 19"90       | Miglior prestazione personale stagionale |
| 2015 | Mondiali                | Pechino        | 200 m piani | 4º         | 19"87       | Miglior prestazione personale stagionale |
| 2016 | Giochi olimpici         | Rio de Janeiro | 200 m piani | 7º         | 20"23       |                                          |
| 2017 | Mondiali                | Londra         | 200 m piani | Batteria   | 20"61       | Miglior prestazione personale stagionale |
| 2018 | Giochi sudamericani     | Cochabamba     | 100 m piani | Oro        | 10"01       | Record dei Giochi                        |
| 2018 | Giochi CAC              | Barranquilla   | 200 m piani | Argento    | 20"17       |                                          |
| 2019 | Giochi panamericani     | Lima           | 200 m piani | 4º         | 20"55       |                                          |
| 2021 | Giochi olimpici         | Tokyo          | 200 m piani | Semifinale | dnf         |                                          |
| 2022 | Mondiali                | Eugene         | 200 m piani | Batteria   | 22"08       |                                          |
| 2023 | Giochi CAC              | San Salvador   | 100 m piani | Batteria   | dq          |                                          |
| 2023 | Giochi CAC              | San Salvador   | 200 m piani | Bronzo     | 20"46       |                                          |
| 2023 | Campionati sudamericani | San Paolo      | 100 m piani | 5º         | 10"14       |                                          |
| 2023 | Campionati sudamericani | San Paolo      | 200 m piani | Argento    | 20"30       |                                          |
| 2023 | Mondiali                | Budapest       | 200 m piani | Batteria   | 20"63       |                                          |
| 2023 | Giochi panamericani     | Santiago       | 100 m piani | 5º         | 10"41       |                                          |
| 2023 | Giochi panamericani     | Santiago       | 200 m piani | 5º         | 21"01       |                                          |

## Altre competizioni internazionali
2014
- Oro in Coppa continentale ( Marrakech), 200 m piani - 19"98
- Vincitore della Diamond League nella specialità dei 200 m piani (19 punti)

2015
- Vincitore della Diamond League nella specialità dei 200 m piani (16 punti)

2016
- Vincitore della Diamond League nella specialità dei 200 m piani (44 punti)

2018
- Oro in Coppa continentale ( Ostrava), 200 m piani - 20"19